# 奥尔林·奥尔林诺夫
奥尔林·奥尔林诺夫（1931年—2013年）是保加利亞人民共和國诗人、剧作家。

## 生平简介
毕业于预备军官学校。曾任编辑、剧院编剧，国防部总政治部文学作曲部主任，保加利亚作家协会理事等职务。他的诗歌充满强烈的爱国感情。主要作品有诗集《最初的诗》、《战士的心》、《根据不成文法》、《考验》、《帕尔纳斯山》、《我们时代的英雄》、《我们为什么穿军大衣》、《一路顺风》等。
2013年10月16日去世。

## 中文译作
- 奥尔林·奥尔林诺夫. 由戈宝权翻译. . 人民文学. 1950年, (第9期).